# Procès de sorcellerie de Spa
 (novembre 2020).
Le procès de sorcellerie de Spa a eu lieu dans la ville de Spa, dans l'actuelle Belgique, en 1616. Il a été l'un des plus grands et des plus célèbres procès pour sorcellerie en Belgique. Il a conduit à l'exécution d'une dizaine de femmes et à la mort probable de quatre autres femmes.

## Contexte
Le 31 janvier 1616, les autorités de Franchimont institue une enquête sur la sorcellerie. Le but de cette enquête était de trouver une raison à l'étrange peste qui avait causé la mort de deux personnes et d'animaux. Les pouvoirs publics encouragèrent le public à signaler toute personne suspecte, tels que les femmes qui se rassemblent en forêt ou qui s'absentent du travail. Sont condamnées celles qui donnent du pain aux malades, dans une tentative supposée d’ensorcellement et les femmes soupçonnées par leur mari d'adultère avec le diable.

## Procès
Le 3 février, Gielette Handchoule et Maroie Hérode sont accusées de sorcellerie par une femme. Le mari de Maroie, Bertholomé Hérode, dit qu'elle a eu très froid sur le retour après avoir été absent. Un homme a déclaré que Isabeau delle Cour et Gelette Noel ont parlé comme des sorcières, et ont demandé que son cheval soit malade après leur passage. Plusieurs femmes ont été signalées aux autorités de manière similaire. Quatorze femmes ont été jugées coupables et condamnées à mort. La méthode d'exécution pour sorcellerie dans la région est la strangulation suivi du bûcher. Ce procès semble avoir été organisé entièrement par les autorités.

## Accusées du procès
Quatorze femmes ont été jugées coupables de sorcellerie. Plus de femmes furent accusées, mais certaines d'entre elles ont été déclarées non coupables.
- Gelette, épouse de Henry Noel
- Marguerite, fille de Jean delle Courte
- Maroie, femme de Jean André
- La fille de Bertholomé Herode mariée à Remacle Hanzoulle
- Jeanne Gerlaxhe
- La fille de Bertholomé Herode,
- Donnon femme de Mathy Cockelet
- La femme de Bastin Collin
- La femme de Remacle Begoz
- Isabeau, veuve de Jean delle Courte
- L'épouse de Jacques Cockelet
- Senton Gerlaxhe
- Gielette épouse de Henri de Wanze
- Maroie femme de Bertholomé Hérode

Sur ces quatorze femmes, dix furent exécutées[réf. nécessaire]. Les quatre autres sont probablement mortes de tortures en prison.